# 吳良棐
吳良棐（15世紀—16世紀），字時彥，廣東廣州府增城縣石灘人，明朝政治人物。

## 生平
吳良棐是弘治二年（1489年）己酉科廣東鄉試舉人，授左軍都督府都事，因不熟悉軍務改任工部員外郎，奉命修理京倉，轉戶部員外郎，收取浙稅不受羡餘，再調刑部員外郎，正值江彬弄權，他守法不阿，於是藉病辭官，後來復任戶部員外郎，在任內去世，禮部尚書霍韜為他賦哀詞。

## 引用
1. 1 2  民國《增城縣志·卷十九·人物二》：吳良棐，字時彥，石灘人，中宏治己酉舉人，除左軍都督府都事，以新進參總戎務，靡不諳練，遷工部員外郎，奉命修理京倉，課工飭材百廢具舉，轉戶部，側商稅于浙，悉進其羡而不利其餘，又調刑部，值江彬弄權，良棐守法不撓，遂謝病歸，後復補戶部，卒於官，尚書霍韜為之賦哀詞焉。